# Frantic (Lied)
Frantic (englisch etwa für: „außer sich / hektisch“) ist ein Lied der US-amerikanischen Metal-Band Metallica. Der Song ist die zweite Singleauskopplung ihres achten Studioalbums St. Anger und wurde am 15. September 2003 veröffentlicht.

## Inhalt
Das Lied wird aus der Perspektive eines lyrischen Ichs erzählt, das auf sein Leben zurückblickt und sich fragt, ob es die verschwendeten Tage besser nutzen würde und den richtigen Weg finden würde, wenn es nochmal die Chance dazu hätte. Es ist ständig auf der Suche und verbringt sein Leben in Hektik. Am Ende des Songs wird auch das buddhistische Konzept des Leidens (Dukkha) aufgegriffen: „Geburt ist Leid, Leben ist Leid, Tod ist Leid.“

## Produktion
Der Text des Liedes wurde von James Hetfield, Lars Ulrich, Kirk Hammett und Bob Rock geschrieben. Auch bei der Produktion arbeiteten Metallica mit Bob Rock zusammen.

## Musikvideo
Bei dem zu Frantic im Juli 2003 in Montreal, Kanada gedrehten Musikvideo führte Wayne Isham Regie. Es zeigt einen Mann, der einen Autounfall hat, als er über eine rote Ampel fährt und sich dabei überschlägt. Nun wird ein Rückblick auf das Leben des Mannes gezeigt, das geprägt ist von Alkohol, Rauchen, Partys und flüchtigen sexuellen Bekanntschaften. Zwischendurch sieht man die Band vor einem Haufen Schrott spielen. Am Ende des Videos sieht man den Mann kopfüber lachend im Auto, weil er noch am Leben ist, doch dann rammt ein zweites Fahrzeug das Auto und das Bild wird schwarz.

## Single

### Versionen
Die Single wurde in verschiedenen Ländern mit länderspezifischen Livetracks veröffentlicht. In Deutschland erschienen zwei limitierte Versionen, die als Bonus zwei bzw. einen Livesong vom Rock-am-Ring-Festival am 8. Juni 2003 enthalten.
Limited Edition #1
1. Frantic (Hetfield/Ulrich/Hammett/Rock) – 5:50
2. Harvester of Sorrow (Live) (Hetfield/Ulrich) – 6:49
3. Welcome Home (Sanitarium) (Live) (Hetfield/Ulrich/Hammett) – 6:58

Limited Edition #2
1. Frantic (Hetfield/Ulrich/Hammett/Rock) – 5:50
2. No Remorse (Live) (Hetfield/Ulrich) – 5:15

### Chartplatzierungen
Frantic stieg am 29. September 2003 auf Platz 27 in die deutschen Singlecharts ein, erreichte in der folgenden Woche mit Rang 21 die Höchstposition und hielt sich sechs Wochen in den Top 100. Besonders erfolgreich war die Single in Spanien (Platz 2), Finnland (Rang 4), Norwegen (Position 5) und Dänemark (Platz 6).